# Lånecykel

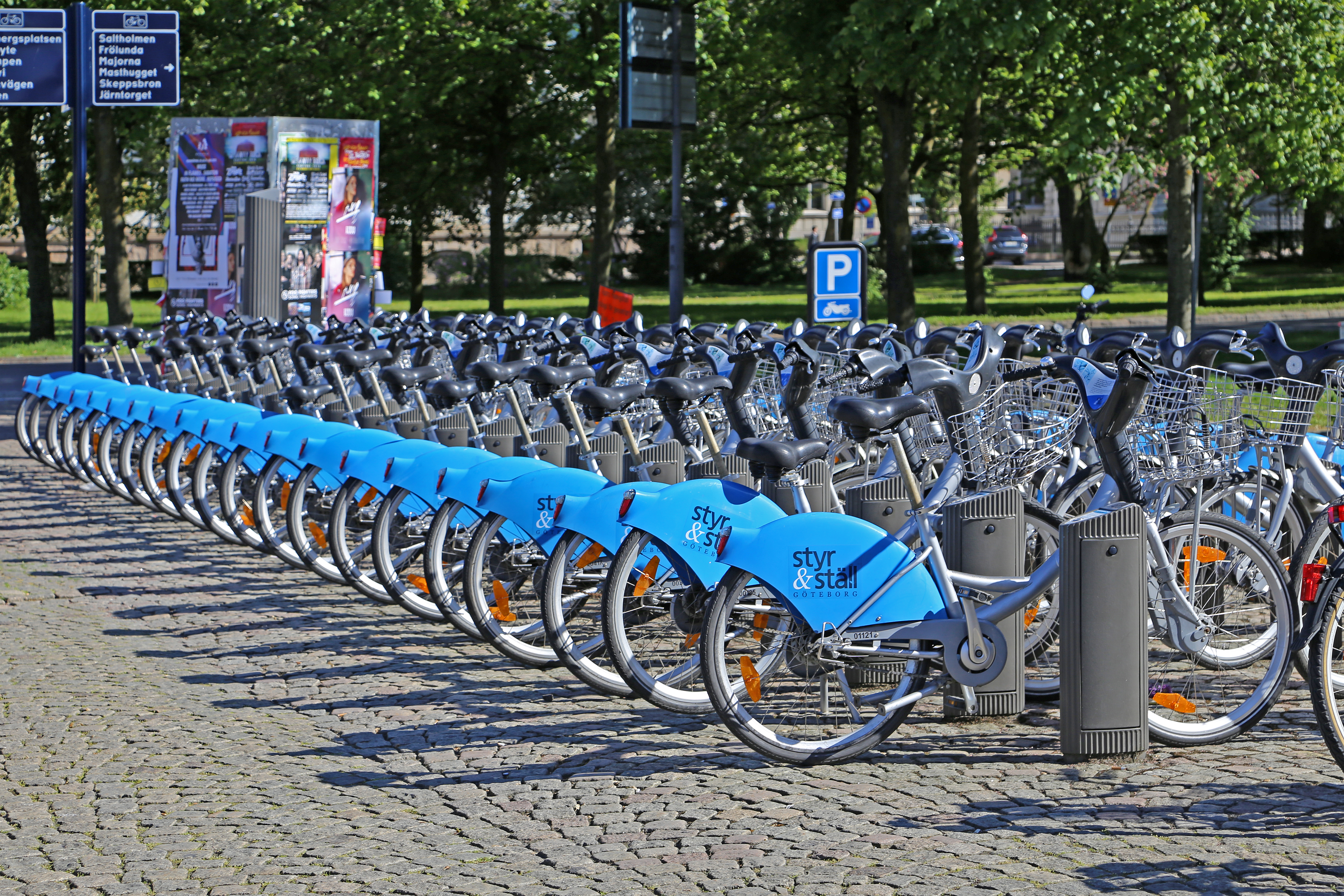
Lånecyklar i Göteborg.

Lånecykel avser ett system för uthyrning eller utlåning av cyklar inklusive elcyklar (e-bike) och elsparkcyklar (e-scooter). Systemet används främst i större städer och bekostas huvudsakligen genom tecknande av ett abonnemang. I hela världen finns liknande system med lånecyklar i mer än 500 städer i 49 länder med sammanlagt över 500 000 cyklar.
Landet med flest antal lånecyklar är Kina som sammanlagt har 358 000 stycken och den stad med flest cyklar är Wuhan med ca 90 000. Den stad utanför Kina som har flest lånecyklar är Paris med drygt 20 000 cyklar och där används de för ungefär 1 % av alla resor.

## Historia
De första lånecyklarna fanns 1965 i Amsterdam där 50 vita cyklar ställdes ut för fri användning i staden. År 1995 började ett liknande system i Köpenhamn där man kunde lösa ut cyklar med en myntautomat. Det systemet var i bruk till 2012 då det ersattes av ett nyare. Sammanlagt hade Köpenhamn upp till 1 000 cyklar i bruk. Ett datoriserat system för utlåning av cyklar startades första gången 1998 i Rennes.
Antalet länder med lånecyklar ökade från 6 stycken år 2000 till 49 stycken år 2013.

## Upplägg
Upplägget är att ett område har ett antal stationer där en cykel kan hämtas och sen lämnas på en annan station. För att minska vandalism och antalet stölder är cyklarna vanligen tillverkade med delar som saknar eller har litet värde för tjuvar. De kan även vara utrustade med GPS eller annan spårutrustning samt att kreditkort eller annan identifikation krävs för att få ut cykeln.

## I Sverige
I Göteborg finns systemet styr & ställ som omfattar 1 000 cyklar och 60 stationer med tillhörande betalterminaler.
Karlstad har Solacykeln med 100 cyklar som man kan låna över dagen.
I Lund finns Lundahoj med 250 cyklar och 17 stationer.
Malmö har systemet Malmö-by-Bike med 50 stationer och 500 cyklar.
I Stockholm finns projektet Stockholm City Bikes med 140 stationer, några även utanför innerstaden. Stockholm eBikes: Stadens egna e-bike-uthyrning med stationer spridda över staden. Du kan hyra en cykel via deras app och betalkort. Rent Bike: En cykeluthyrningsfirma som erbjuder ett brett utbud av cyklar, inklusive e-bikes, mountainbikes och barncyklar. Du kan boka online och hitta dem på olika platser i Stockholm. I Stockholm opererar elsparkcykel-firmorna (ej elscooter) Voi, Lime, Tier och Ayo.